# Fuji Speedway

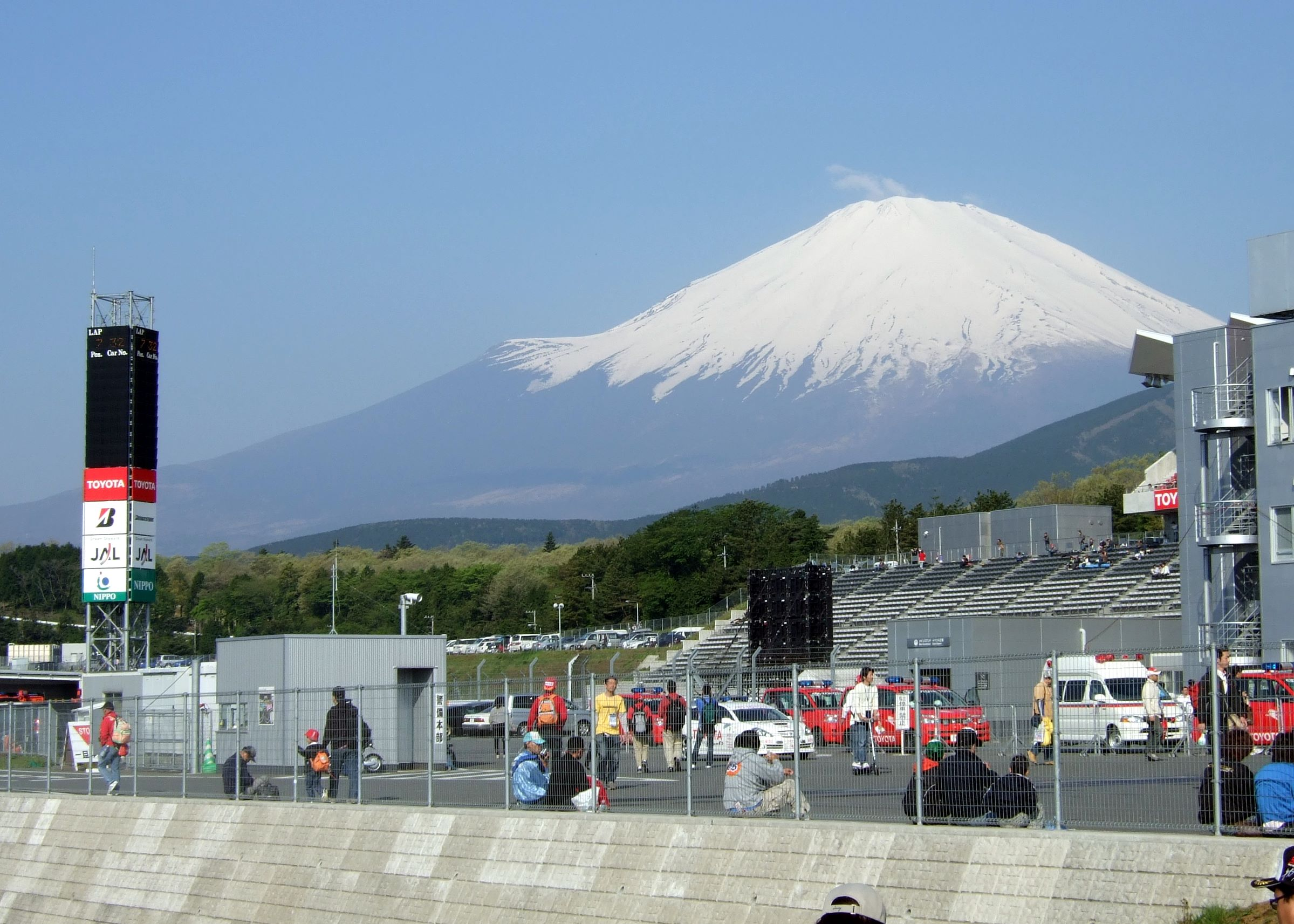
Fuji (vulkaan)

De Fuji International Speedway (富士スピードウェイ) is een racecircuit in de Japanse prefectuur Shizuoka.
Het circuit ligt 64 km ten westen van Yokohama in de schaduw van de berg Fuji, een kegelvormige dode vulkaan. Opvallendste kenmerk van het 4,563 km lange circuit, is het lange eerste rechte stuk en de snelle bocht erheen.
Er werden vier Formule 1 Grands Prix gehouden, die van 1976, 1977, 2007 en 2008. In 1977 werden twee toeschouwers gedood toen de bolide van Gilles Villeneuve na een botsing met Ronnie Peterson in een voor het publiek verboden zone belandde.